# سيمون ويستون
سيمون ويستون (بالإنجليزية: Simon Weston)‏ هو جندي وكاتب بريطاني، ولد في 8 أغسطس 1961 في Caerphilly ‏ في المملكة المتحدة.

## وصلات خارجية
- الموقع الرسمي